# مدیریت زنجیره تأمین
در بازرگانی، مدیریت زنجیره تأمین (به انگلیسی: Supply Chain Management)، مدیریت جریان کالاها و خدمات، میان بنگاه‌ها و مکان‌ها است، و شامل جابه‌جایی و ذخیره‌سازی مواد خام، موجودی در جریان کار، و کالاهای نهایی و همچنین انجام سفارش پایان به پایان، از مبدأ تا نقطه مصرف می‌باشد. شبکه‌ها، کانال‌های ارتباطی و کسب‌وکارهای به هم پیوسته یا مرتبط برای ارائه محصولات و خدمات مورد نیاز مشتریان نهایی در یک زنجیره تأمین ترکیب می‌شوند.
مدیریت زنجیره تأمین به عنوان "طراحی، برنامه ریزی، اجرا، کنترل و نظارت بر فعالیت‌های زنجیره تامین با هدف ایجاد ارزش خالص، ایجاد زیرساخت‌های رقابتی، اعمال نفوذ لجستیک در سراسر جهان، همگام سازی عرضه با تقاضا و اندازه‌گیری عملکرد در سطح جهانی تعریف شده است. ". عملکرد مدیریت زنجیره تأمین به شدت بر مهندسی صنایع، مهندسی سیستم‌ها، مدیریت عملیات، لجستیک، تدارکات، فناوری اطلاعات و بازاریابی استوار است، و برای ایجاد یک رویکرد یکپارچه، چند رشته‌ای و چند روشی تلاش می‌کند. کانال‌های بازاریابی نقش مهمی در مدیریت زنجیره تأمین دارند. تحقیقات کنونی در مدیریت زنجیره تأمین به موضوعات مرتبط با پایداری و مدیریت ریسک و سایر موارد مربوط می‌شود.
مدیریت زنجیره تأمین اگرچه اهدافی مشابه مهندسی زنجیره تأمین دارد، ولی بر روی یک مدیریت سنتی‌تر و رویکرد مبتنی بر بازرگانی متمرکز است، در حالی که مهندسی زنجیره تأمین بر یک مدل ریاضی مبتنی است.

## تعریف زنجیره تأمین
«مدیریت زنجیرهٔ تأمین در بر گیرنده تمامی مجموعه فعالیت‌های نظام مند درونی و بیرونی یک شرکت است که به صورت مدون و با دیدی کل نگر تمامی فرایندهای کسب‌وکار درون زنجیره تأمین را سازمان دهی و هدایت کرده و هدف آن بهینه‌سازی آن فرایندها با حداقل هزینه‌ها و حد اکثر کارایی می‌باشد.» (کرد و جمشیدی، 1395: 27).
«زنجیرهٔ تأمین، عبارت است از شبکه ای از فرایندها، به‌طور ی که هدف نهایی آنها تأمین کالاها و خدمات مشتریان بوده و در بر گیرندهٔ تأمین کنندگان، تولیدکنندگان، توزیع کنندگان، عمده فروشان و خرده فروشانی است که با هم به‌طور هماهنگ و منسجم در جهت راضی کردن مشتریان، همکاری می‌کنند.» (کرد و جمشیدی، 1395: 15).
مدیریت زنجیره تأمین یک رویکرد یکپارچه‌سازی برای برنامه‌ریزی و کنترل مواد و اطلاعات می‌باشد که از تأمین کنندگان تا مشتریان جریان دارد همانگونه که در وظایف مختلف در یک سازمان جریان دارد. مدیریت زنجیره تأمین، مدیریت موجودی با تمرکز بر مدیریت عملیات را با آنالیز ارتباطات در سازمان‌های صنعتی ارتباط می‌دهد. این رشته در طی سالهای اخیر دارای اهمیت فراوانی شده است.

وظیفه مدیریت زنجیره تأمین، مدیریت و هماهنگ‌سازی جریان‌های مختلف درون آن می‌باشد. یکی از چالش‌های مهم مدیریتی در این زمینه، در رابطه با هماهنگ‌سازی جریان مواد بین چندین سازمان و در درون هر سازمان است. به منظور نیل به این مهم، نیازمند استفاده از تکنولوژی‌ها و ابزارهایی جهت ردگیری مواد در مسیر طی شده از مبدأ به مقصد و ثبت اطلاعات در هر مرحله می‌باشد.

زنجیره تأمین بر تمام فعالیت‌های مرتبط با جریان و تبدیل کالاها از مرحله ماده خام (استخراج) تا تحویل به مصرف‌کننده نهایی و نیز جریانهای اطلاعاتی مرتبط با آن‌ها مشتمل می‌شود. به‌طور کلی زنجیره تأمین زنجیره‌ای است که همه فعالیت‌های مرتبط با جریان کالا و تبدیل مواد، از مرحله تهیه ماده اولیه تا مرحله تحویل کالای نهایی به مصرف‌کننده را شامل می‌شود. دربارهٔ جریان کالا دو جریان دیگر که یکی جریان اطلاعات و دیگری جریان منابع مالی و اعتبارات است نیز حضور دارد.

## حوزه‌های مختلف
امروزه حوزه‌های مختلفی برای زنجیره تأمین مورد استفاده قرار می‌گیرند از جمله این حوزه‌ها می‌توان به:
- مدیریت زنجیره تأمین پایدارSustainable Supply Chain Management (در نظر گرفتن هم‌زمان عملکرد اقتصادی، اجتماعی و زیست‌محیطی)[۱۱]
- زنجیره تأمین معکوس یا پس‌رو
- شبیه‌سازی زنجیره تأمین
- مدیریت ریسک زنجیره تأمین
- رهگیری در زنجیره تأمین
- مهندسی مجدد زنجیره تأمین
- برنامه‌ریزی پیشرفته زنجیره تأمین
- مدیریت پروژه‌های زنجیره تأمین
- مدیریت توزیع و شبکه‌های تأمین
- مدیریت ناوگان
- مدیریت منابع انسانی
- مدیریت اطلاعات
- سامانه اطلاعاتی زنجیره تأمین
- بازی آبجو یا نوشابه (به ابتکار انسیتوی تکنولوژی ماساچوست)
- RFID

و غیره می‌باشند.

## تحولات مدیریت زنجیره تأمین
در دو دهه ۶۰ و۷۰ میلادی، سازمان‌ها برای افزایش توان رقابتی خود تلاش می‌کردند تا با استانداردسازی و بهبود فرایندهای داخلی خود محصولی با کیفیت بهتر و هزینه کمتر تولید کنند. در آن زمان تفکر غالب این بود که مهندسی و طراحی قوی و نیز عملیات تولید منسجم و هماهنگ پیش نیاز دستیابی به خواسته‌های بازار و در نتیجه کسب سهم بازار بیشتری است. به همین دلیل سازمان‌ها تلاش خود را بر افزایش کارایی معطوف می‌کردند. در دهه ۸۰ میلادی با افزایش تنوع در الگوهای مورد انتظار مشتریان، سازمان‌ها به‌طور فزاینده‌ای به افزایش انعطاف‌پذیری در خطوط تولید و توسعه محصولات جدید برای ارضای نیازهای مشتریان علاقمند شدند. در دهه ۹۰ میلادی به همراه بهبود در فرایندهای تولید و بکارگیری الگوهای مهندسی مجدد، مدیران بسیاری از صنایع دریافتند که برای ادامه حضور در بازار تنها بهبود فرایندهای داخلی و انعطاف‌پذیری در توانایی‌های شرکت کافی نیست بلکه تأمین کنندگان قطعات و مواد نیز باید موادی با بهترین کیفیت و کمترین هزینه تولید کنند. توزیع کنندگان محصولات نیز باید ارتباط نزدیکی با سیاست‌های توسعه بازار تولیدکننده داشته باشند. با چنین نگرشی، رویکردهای زنجیره تأمین و مدیریت آن پا به عرصه وجود نهاد. از طرف دیگر با توسعه سریع فناوری اطلاعات در سالهای اخیر و کاربرد وسیع آن در مدیریت زنجیره تأمین، بسیاری از فعالیت‌های اساسی مدیریت زنجیره با روش‌های جدید در حال انجام است.

## مهارت‌ها و شایستگی‌ها
متخصصان زنجیره تأمین نیاز به دانش مدیریت عملکردهای زنجیره تأمین مانند حمل‌ونقل، انبارداری، مدیریت موجودی و برنامه‌ریزی تولید دارند. در گذشته، متخصصان زنجیره تأمین برداشتن مهارت‌های لجستیکی مانند دانش مسیرهای حمل‌ونقل، آشنایی با تجهیزات انبارداری و مکان‌ها و ردپای مراکز توزیع، و درک دقیق نرخ حمل‌ونقل و هزینه‌های سوخت تأکید داشتند. اخیراً، مدیریت زنجیره تأمین به پشتیبانی لجستیکی در بین شرکت‌ها و مدیریت زنجیره‌های تأمین جهانی گسترش یافته است. متخصصان زنجیره تأمین نیاز به درک اصول و استراتژی‌های تداوم کسب‌وکار دارند.

### گواهینامه
افرادی که در مدیریت زنجیره تأمین کار می‌کنند می‌توانند با قبولی در آزمونی که توسط یک سازمان صدور گواهینامه شخص ثالث گرفته می‌شود، به گواهینامه حرفه‌ای دست یابند. هدف از صدور گواهینامه تضمین سطح مشخصی از تخصص در این زمینه است. دانش مورد نیاز برای قبولی در آزمون گواهینامه ممکن است از چندین منبع به دست آید. برخی از دانش‌ها ممکن است از دوره‌های دانشگاهی به دست بیاید، اما بیشتر آن از ترکیبی از تجربیات یادگیری در حین کار، شرکت در رویدادهای صنعت، یادگیری بهترین شیوه‌ها از همتایان خود، و خواندن کتاب‌ها و مقالات در این زمینه به دست می‌آید. سازمان‌های صدور گواهینامه ممکن است کارگاه‌های صدور گواهینامه را متناسب با امتحانات خود ارائه دهند.

### رتبه‌بندی دانشگاه‌ها
دانشگاه‌های زیر در آمریکای شمالی در رتبه‌بندی ۱۰۰ دانشگاه جهانی مدیریت زنجیره تأمین که در سال ۲۰۱۷ منتشر شد و بر اساس نظرات مدیران زنجیره تأمین است، رتبه بالایی در تحصیلات کارشناسی ارشد خود دارند: دانشگاه ایالتی میشیگان، دانشگاه ایالتی پنسیلوانیا، دانشگاه تنسی، موسسه فناوری ماساچوست، دانشگاه ایالتی آریزونا، دانشگاه تگزاس در آستین و دانشگاه میشیگان غربی. در همین رتبه‌بندی، دانشگاه‌های اروپایی زیر رتبه‌های بالایی دارند: دانشکده مدیریت کرانفیلد، مدرسه کسب‌وکار ولریک، اینسید، دانشگاه کمبریج، دانشگاه فناوری آیندهوون، مدرسه کسب‌وکار لندن و مدرسه بازرگانی کپنهاگ. در رتبه‌بندی سال ۲۰۱۶ اِدیونیورسال دانشگاه‌های زیر جزو بهترین دانشگاه‌های کارشناسی ارشد زنجیره تأمین و لجستیک هستند: موسسه فناوری ماساچوست، دانشکده بازرگانی KEDGE، دانشگاه پردو، دانشکده مدیریت روتردام، دانشگاه جدید لیسبون، دانشگاه اقتصاد و کسب‌وکار وین، مدرسه کسب‌وکار کپنهاگ.

### سازمان‌ها
تعداد زیادی از سازمان‌ها در مدیریت زنجیره تأمین گواهینامه صادر می‌کنند، مانند شورای متخصصان مدیریت زنجیره تأمین (CSCMP)، مؤسسه بین‌المللی تدارکات و تحقیقات بازار (APICS)، انجمن مدیریت عملیات (IIPMR)، اتحاد بین‌المللی آموزش زنجیره تأمین (ISCEA) و مؤسسه مدیریت زنجیره تأمین (IoSCM). گواهینامه APICS خبره زنجیره تأمین تاییدشده یا CSCP نامیده می‌شود و گواهینامه ISCEA به نام مدیر زنجیره تأمین تاییدشده (CSCM) نامیده می‌شود. مؤسسه مجاز مدیریت زنجیره تأمین گواهینامه خود را تحت عنوان خبره مدیریت زنجیره تأمین (CSCMP) ارائه می‌دهد. انجمن مدیریت زنجیره تأمین (SCMA) اصلی‌ترین نهاد گواهی‌دهنده برای کانادا با نام‌گذاری‌های دارای دوطرفه جهانی است. خبره مدیریت زنجیره تأمین (SCMP) عنوان گواهینامه رهبر زنجیره تأمین ارائه شده توسط SCMA می‌باشد.

#### موضوعاتی که توسط برنامه‌های صدور گواهینامه زنجیره تأمین حرفه ای انتخاب شده است
جدول زیر موضوعاتی را که توسط برنامه‌های منتخب صدور گواهینامه زنجیره تأمین حرفه ای مورد بررسی قرار گرفته‌اند، مقایسه می‌کند.
| سازمان صدور گواهینامه               | موسسه مجاز تدارکات و تأمین (CIPS) | انجمن مدیریت زنجیره تأمین (SCMA) خبرگان مدیریت زنجیره تأمین (SCMP) | موسسه بین‌المللی تدارکات و تحقیقات بازار (IIPMR) کارشناس خبره زنجیره تأمین (CSCS) خبره تدارکات تاییدشده (CPP) | موسسه مدیریت تأمین (ISM) خبره تاییدشده مدریت تأمین (CPSM) | انجمن مدیریت عملیات (APICS) خبره تاییدشده مدریت تأمین (CSCP) | اتحاد بین‌المللی آموزش زنجیره تأمین (ISCEA) مدیر زنجیره تأمین تاییدشده (CSCM) | انجمن حمل‌ونقل و لجستیک آمریکا (AST&L) گواهینامه حمل‌ونقل و لجستیک (CTL) | انجمن مدیریت عملیات (APICS) گواهی مدیریت تولید و موجودی (CPIM) | انجمن حمل‌ونقل و لجستیک آمریکا (ISCEA) تحلیلگر خبره زنجیره تأمین (CSCA) | موسسه مدیریت زنجیره تأمین (IOSCM) | موسسه مدیریت تأمین (ISM) مدیر خرید تاییدشده (CPM) | اتحاد بین‌المللی آموزش زنجیره تأمین (ISCEA) برنامه‌ریز تقاضا محور گواهی‌دار (CDDP) | موسسه مجاز مدیریت زنجیره تأمین (CISCM) خبره مدیریت زنجیره تأمین (CSCMP) |
| ----------------------------------- | --------------------------------- | ------------------------------------------------------------------ | --- | --------------------------------------------------------- | ------------------------------------------------------------ | ---------------------------------------------------------------------------- | ---------------------------------------------------------------------- | -------------------------------------------------------------- | ---------------------------------------------------------------------- | --------------------------------- | ------------------------------------------------- | ------------------------------------------------------------------------------- | ----------------------------------------------------------------------- |
| تدارکات                             | بالا                              | بالا                                                               | بالا | بالا                                                      | بالا                                                         | بالا                                                                         | کم                                                                     | کم                                                             | بالا                                                                   | بالا                              | بالا                                              | کم                                                                              | بالا                                                                    |
| منبع یابی استراتژیک                 | بالا                              | بالا                                                               | بالا | کم                                                        | بالا                                                         | کم                                                                           | کم                                                                     | کم                                                             | کم                                                                     | کم                                | کم                                                | بالا                                                                            |                                                                         |
| توسعه محصول جدید                    | کم                                | بالا                                                               | بالا | بالا                                                      | کم                                                           | کم                                                                           | کم                                                                     | کم                                                             | کم                                                                     | کم                                | کم                                                | بالا                                                                            |                                                                         |
| تولید، تعیین اندازه لات             | کم                                | کم                                                                 | کم | کم                                                        | کم                                                           | بالا                                                                         | بالا                                                                   | کم                                                             | بالا                                                                   | کم                                | بالا                                              | بالا                                                                            |                                                                         |
| کیفیت                               | بالا                              | بالا                                                               | بالا | بالا                                                      | کم                                                           | کم                                                                           | بالا                                                                   | کم                                                             | بالا                                                                   | بالا                              | بالا                                              | بالا                                                                            |                                                                         |
| شش سیگمای ناب                       | کم                                | بالا                                                               | کم | کم                                                        | بالا                                                         | کم                                                                           | کم                                                                     | بالا                                                           | کم                                                                     | کم                                | بالا                                              | کم                                                                              |                                                                         |
| مدیریت موجودی                       | بالا                              | بالا                                                               | بالا | بالا                                                      | بالا                                                         | بالا                                                                         | بالا                                                                   | بالا                                                           | بالا                                                                   | بالا                              | بالا                                              | بالا                                                                            |                                                                         |
| مدیریت انبار                        | کم                                | کم                                                                 | کم | کم                                                        | کم                                                           | بالا                                                                         | کم                                                                     | بالا                                                           | بالا                                                                   | کم                                | کم                                                | بالا                                                                            |                                                                         |
| طراحی شبکه                          | کم                                | کم                                                                 | کم | کم                                                        | بالا                                                         | بالا                                                                         | بالا                                                                   | بالا                                                           | کم                                                                     | کم                                | کم                                                | کم                                                                              |                                                                         |
| حمل‌ونقل                             | بالا                              | بالا                                                               | کم | کم                                                        | بالا                                                         | بالا                                                                         | بالا                                                                   | بالا                                                           | بالا                                                                   | بالا                              | کم                                                | بالا                                                                            |                                                                         |
| مدیریت تقاضا، S&OP                  | کم                                | بالا                                                               | بالا | بالا                                                      | بالا                                                         | بالا                                                                         | بالا                                                                   | بالا                                                           | بالا                                                                   | کم                                | بالا                                              | بالا                                                                            |                                                                         |
| مدیریت زنجیره تأمین یکپارچه         | بالا                              | بالا                                                               | کم | بالا                                                      | بالا                                                         | بالا                                                                         | کم                                                                     | بالا                                                           | بالا                                                                   | بالا                              | بالا                                              | بالا                                                                            |                                                                         |
| مدیریت ارتباط با مشتری، خدمات مشتری | بالا                              | کم                                                                 | کم | بالا                                                      | بالا                                                         | کم                                                                           | کم                                                                     | کم                                                             | بالا                                                                   | کم                                | بالا                                              | بالا                                                                            |                                                                         |
| قیمت‌گذاری                           | بالا                              | بالا                                                               | کم | بالا                                                      | بالا                                                         | کم                                                                           | کم                                                                     | کم                                                             | کم                                                                     | کم                                | Yes                                               | بالا                                                                            |                                                                         |
| مدیریت ریسک                         | بالا                              | بالا                                                               | بالا | کم                                                        | کم                                                           | کم                                                                           | بالا                                                                   | کم                                                             | بالا                                                                   | کم                                | بالا                                              | کم                                                                              |                                                                         |
| مدیریت پروژه                        | کم                                | بالا                                                               | بالا | کم                                                        | بالا                                                         | کم                                                                           | بالا                                                                   | کم                                                             | بالا                                                                   | کم                                | بالا                                              | بالا                                                                            |                                                                         |
| رهبری، مدیریت مردم                  | بالا                              | بالا                                                               | بالا | کم                                                        | بالا                                                         | کم                                                                           | بالا                                                                   | کم                                                             | بالا                                                                   | بالا                              | بالا                                              | بالا                                                                            |                                                                         |
| فناوری                              | بالا                              | بالا                                                               | کم | بالا                                                      | بالا                                                         | بالا                                                                         | کم                                                                     | بالا                                                           | بالا                                                                   | بالا                              | بالا                                              | بالا                                                                            |                                                                         |
| نظریه محدودیت‌ها                     | بالا                              | کم                                                                 | کم | کم                                                        | بالا                                                         | کم                                                                           | کم                                                                     | بالا                                                           | کم                                                                     | کم                                | بالا                                              | بالا                                                                            |                                                                         |
| حسابداری عملیاتی                    | بالا                              | بالا                                                               | بالا | کم                                                        | بالا                                                         | کم                                                                           | کم                                                                     | کم                                                             | کم                                                                     | بالا                              | کم                                                | کم                                                                              |                                                                         |